# Morera negra
La morera negra, altrament anomenada "morer de móres", "morer de Sant Joan", "morer vera" o "morer negra"; és un arbre fruiter de la família Moraceae, que dona com a fruit la coneguda Mora negra. El nom científic prové de la seva traducció directa del llatí (Morus), que significa morera i (Nigra) que fa referència al color dels seus fruits. Actualment aquesta espècie es pot trobar distribuïda arreu del món a conseqüència de la seva bona comercialització i el seu ràpid desenvolupament.
Ara bé, la primera civilització de la que en tenim constància que n'utilitzava és la Persa (actual Iran). Allà va ser cultivada des d'èpoques ancestrals, i no va ser introduïda a Europa fins que el rei Jaume I d'Anglaterra va arribar al poder. Aquestes plantes, com la majoria en aquella època, eren exportades de les conquestes que feien els imperis i les cultivaven en els monestirs, ja que eren un dels principals remeis que hi havia contra les malalties (en el cas de les extraccions del fruit per fer xarops) i a partir d'aquests cultius minoritaris, es van començar a descobrir nous usos que van propiciar la seva distribució per tota l'Europa actual, i després a tots els continents del món. Un exemple d'aquests nous usos va ser el fet que es descobrís la importància biològica que té la Morus nigra pel cuc de seda (Bombyx mori), ja que aquest s'alimenta d'ella. Per tant, era molt beneficiós, en aquella època, cultivar aquests arbres, ja que permetien una doble producció, la dels fruits i la de la seda que elaboraven els seus depredadors.

## Descripció morfològica
És un arbre petit que no passa dels 15 metres d'alçada. La seva ramificació és axonomorfa. Densa, amb rels llargues, divergents i extenses.
Presenta fulles simples i caducifòlies (caduques), disposades de forma alterna en dues files al llarg de la branca, amb un limbe de forma ovada i de marges dentats, amb una base cordada que acaba en un pecíol curt i un àpex obtús. Són de color verd fosc, rugoses i aspres per les dues cares i generalment asimètriques amb una nervadura pennada molt marcada. Mesuren 1-2 dm de longitud i 6-10 cm d'amplada. La seva pilositat és glabre i és útil per a ser diferenciada de la Morus alba.
Té una tija (tronc) de tipus llenyós degut a la seva consistència de llenya. És rugós i aspre, amb branques baixes i fortes amb una base que pot arribar a fer 2 metres de diàmetre i sol tenir una coloració marró.
Posseeix petites flors generalment unisexuals, monoiques, dialisèpales (els sèpals no estan soldats entre ells), i hipògines que creixen es forma d'espigues atapeïdes i allargades. El periant de la Morus nigra és diferenciat, amb un calze actinomorf (té més d'un pla de simetria) i format per quatre sèpals, mentre que la corol·la disposa de 4 petits pètals color crema. L'androceu està compost per 4 estams mentre que el gineceu té un ovari súper amb 1 primordi seminal i 2 estigmes. Pel que fa a la seva concrescència, aquesta és pluricarpel·lar (concretament té 2 carpels) de tipus sincàrpic (cada carpel està en contacte amb la resta).
Després de la floració, durant el maig i el juny, el periant es torna carnós i sorgeixen els fruits monosperms, les móres, les quals maduren durant tot l'estiu, formats per petites drupes estretament agrupades, entre 2-3 cm de llarg, que adopten un color violeta fosc, negre o vermell les quals són més dolces que les de la Morus alba.

## Ecologia

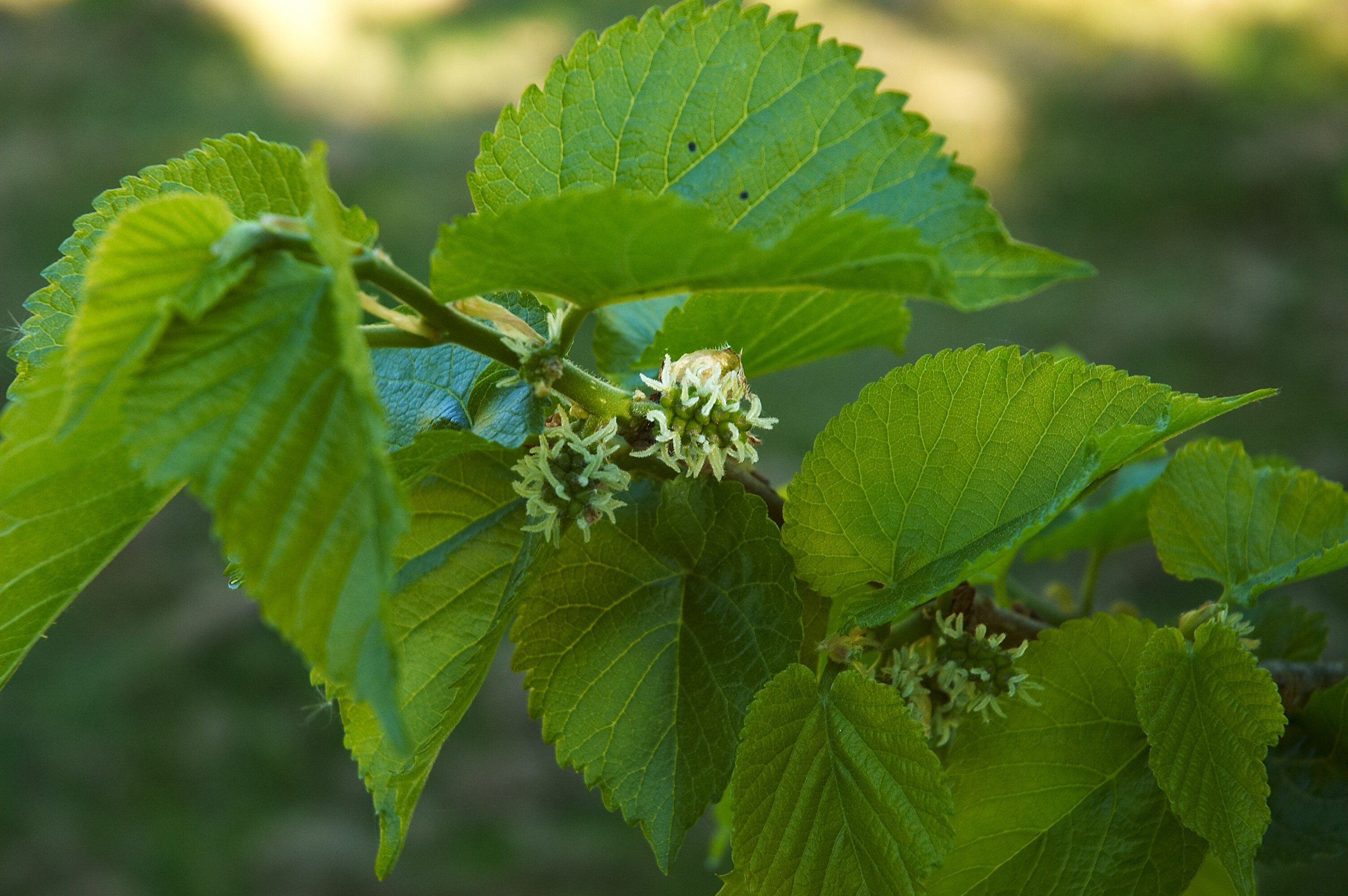
Flor

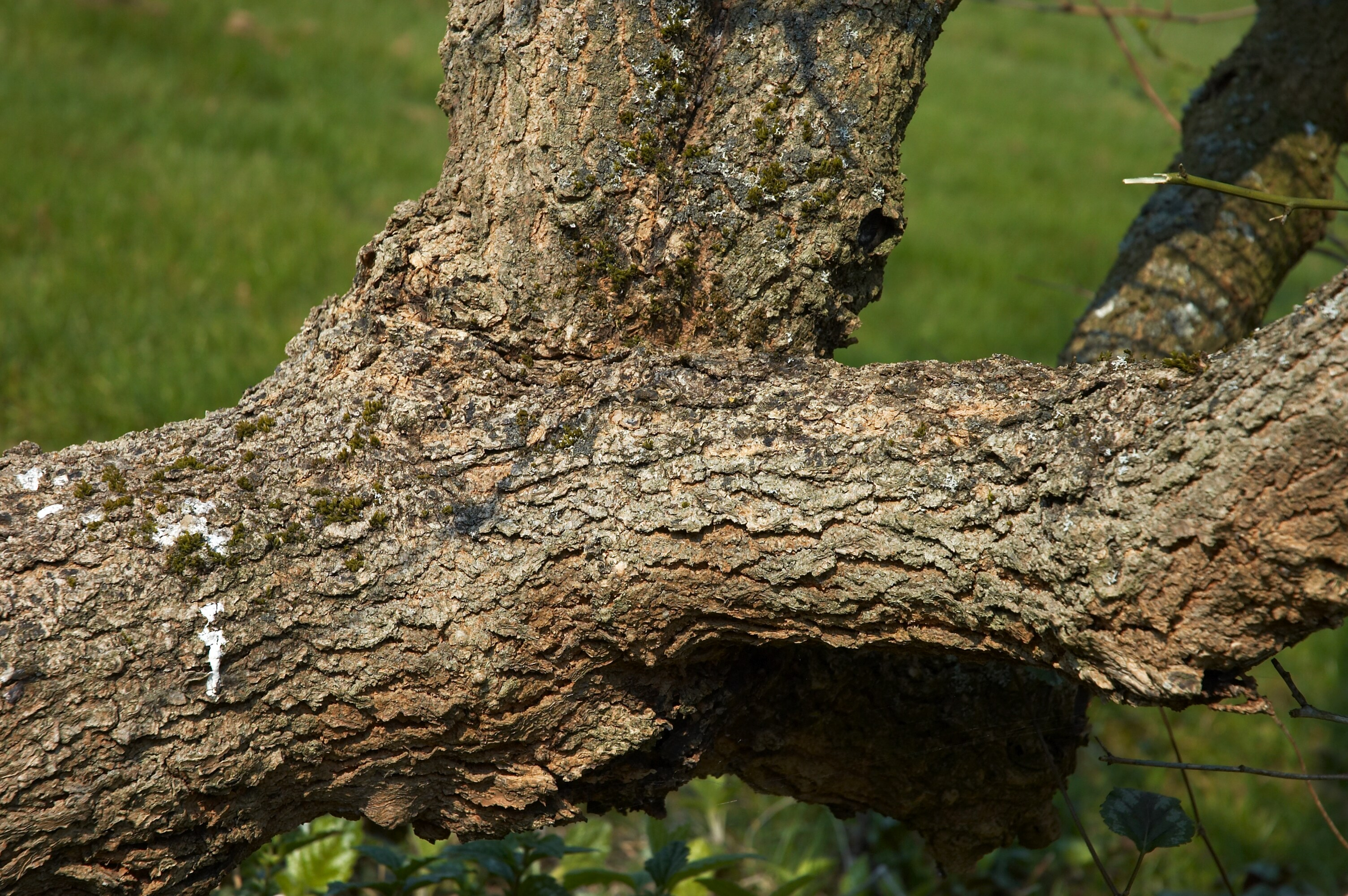
Escorça

En l'era de la globalització, la Morera negra s'ha convertit en una peça més de l'engranatge de les multinacionals. Així doncs, tot i que els principals focus de moreres les trobarem en regions fresques i humides en explotacions (com Ucraïna, Xina, alguns indrets de l'Oest d'Europa), també en trobem en llocs on les condicions no són tant òptimes pel seu creixement (Itàlia, Xile, Guatemala), però que per altres motius (com podrien l'existència de latifundis destinats al conreu, els avenços tecnològics en el camp de la botànica, etc.) també es converteixen en zones d'alta producció. En el cas d'Espanya les seves explotacions més abundants són les de Huelva, Astúries o Lleó.
La Morus nigra es cultiva en terrenys frescos i de clima temperat. Si bé pot suportar gelades no li convenen les temperatures baixes, ja que el fred reduiria la velocitat del seu creixement. I en l'altre extrem tampoc li convenen climes excessivament calorosos, ja que això comporta en molts casos que les terres siguin més seques. Per tant, es podria dir que es tracta d'un arbre que necessita uns llindars de temperatura temperats i força constants típics de les zones dels tròpics de Càncer i de Capricorn. Les seves preferències quant al sòl, són força àmplies, ja que es desenvolupa satisfactòriament en terres arenoses, silíciques, fangoses, àcides o neutres. Ara bé, un cop s'arriba a una fase més aviat adulta, es necessita una poda enèrgica amb la finalitat d'obtenir una producció més abundant i de més qualitat. Val a dir, que una poda repetida i excessiva podria ser perjudicial per al desenvolupament a llarg termini.
Normalment es cultiva a partir de llavors a conseqüència del seu creixement ràpid, ara bé algunes cases comercials permeten la seva comercialització a partir de trasplantaments, ja que les suporten molt bé.

## Farmacologia

### Parts utilitzades

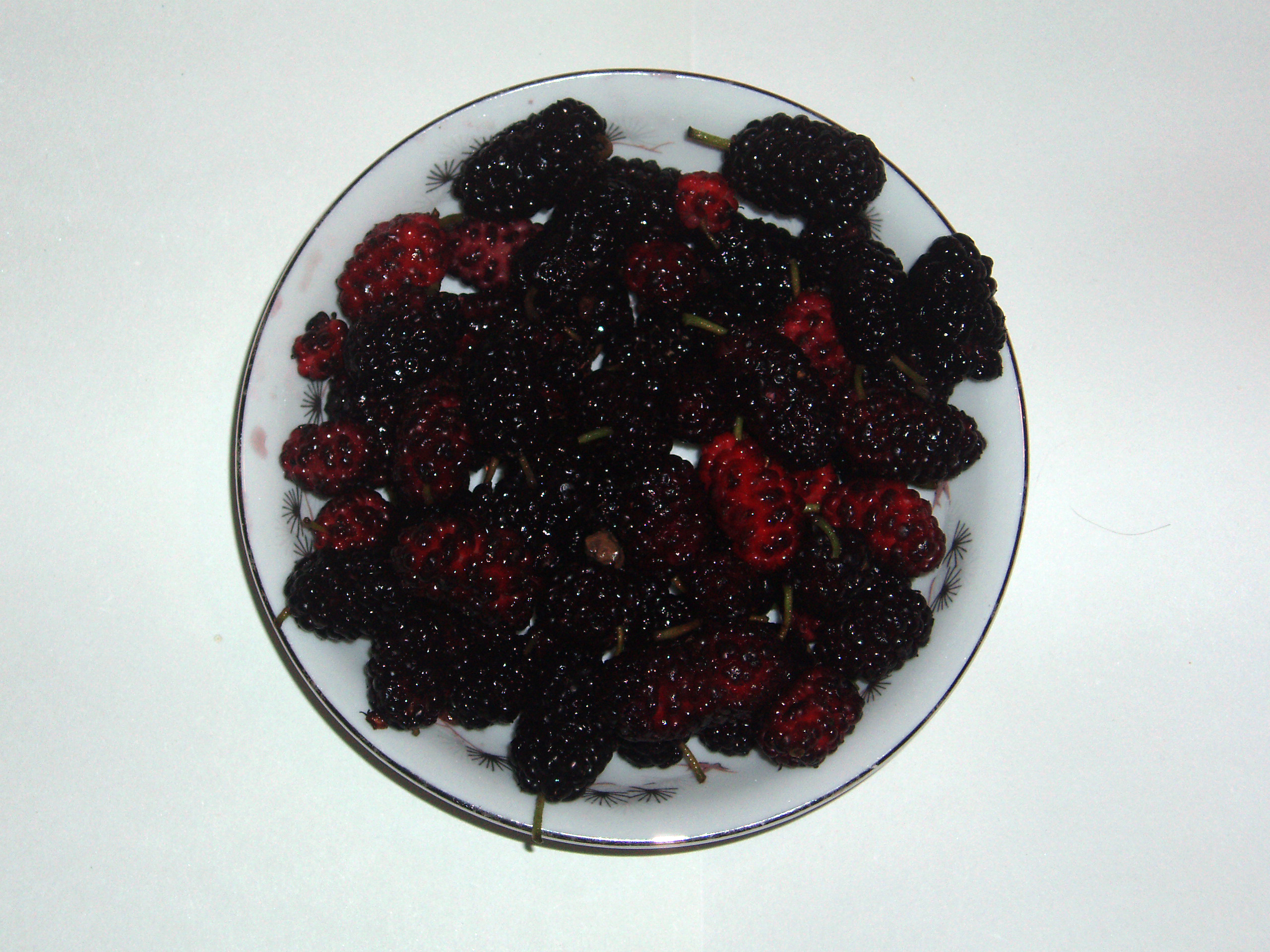
Fruit

De la Morus nigra se'n poden utilitzar gairebé totes les parts. El fruit, l'escorça, l'arrel i les fulles tenen propietats farmacològiques i són utilitzades com a remeis tradicionals des de fa molt temps. Les vies d'administració són:
- Fruits: Els fruits són ingerits sencers o en forma de suc de móres (obtingut per exprimició del fruit).
- Fulles: Es pot preparar una infusió de fulles fresques en aigua calenta.
- Rels: Les rels són tractades per decocció i aplicades en forma de col·lutoris o gargarismes.
- Escorça: De l'escorça se'n poden extreure els principis actius per a productes de cosmètica o fer-ne decoccions.

### Composició química
- Fruits: La major part del fruit és aigua (85-88%) però també presenten una gran quantitat de glúcids (7.8-9,2%), principalment fructosa i glucosa, matèries albuminoides, àcids orgànics com l'àcid màlic o l'àcid ascòrbic (1.1-1,9%), pectosa, substàncies colorants, antocianòsids (0,2%) i asparragina (Aminoàcid). També conté quantitats destacables de fibra (0.9-1,4%).
- Rels: Les rels presenten el ferment quimosina i també hi abunden sals càlciques i tanins.

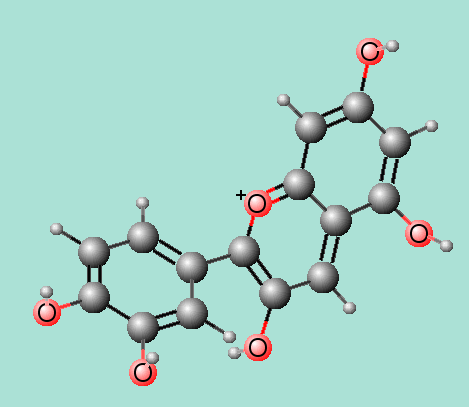
Estructura en 3D de la cianidina.

- Fulles: A les fulles també hi abunden els tanins i l'àcid fòlic.
- Escorça: A l'escorça hi trobem polifenols (fenilflavonoides).

### Usos medicinals
Els fruits són utilitzats per tractar casos d'estrenyiment lleu, varius, hemorroides, flebitis (inflamació d'un segment venós) o la fragilitat capil·lar. L'escorça s'utilitza en casos d'odontàlgia, faringitis o estomatitis. També s'utilitza com a antimicòtic d'aplicació externa i com a antihelmíntic. Les fulles s'utilitzen per a tractar la hipoglucèmia moderada, diarrees i ferides o ulceracions dèrmiques.
L'escorça de les arrels s'utilitza molt en cosmètica pels seus agents decolorants (fenilflavonoides). També s'utilitzen per tractar les cremades i té propietats hipotensores.

### Altres usos
Del fruit se n'obtenen uns tints de color porpra i de la fulla uns de color groc que tenen usos purament industrials. Pel que fa a l'escorça, s'utilitza per obtenir una fibra que s'utilitza per teixir.
Òbviament el fruit també pot ser ingerit, cru, cuinat o bé elaborat com a conservant. Per tant, té un ús culinari important.
Les fulles també poden ser utilitzades per alimentar els cucs de seda tot i que són preferibles les fulles de Morus alba.

### Accions farmacològiques/propietats
Els fruits actuen com a laxant suau i com a protector capil·lar. L'escorça té propietats analgèsiques i antiinflamatòries, sobretot de pell, mucoses i del tracte gastrointestinal. També té utilitat com a antiparasitari. Les fulles tenen propietats hipoglucemiants (diürètiques), antidiarreiques (degut a la presència de tanins) i cicatritzants i, a més, les infusions de fulles estan recomanades en dones embarassades perquè conté àcid fòlic. Les arrels tenen propietats astringents, antiinflamatòries i hidratants.

### Toxicitat
La utilització o consum d'aquesta planta (en qualsevol de les seves formes) en quantitats moderades i en períodes no molt llargs no ha causa efectes adversos. Malgrat això, la consumició de Morus nigra durant llargs períodes pot provocar restrenyiment, hiperacidesa gàstrica i fins i tot una úlcera pèptica. En canvi, la ingesta puntual de grans quantitats del fruit pot provocar un empatx amb torçons i una diarrea moderada.
A causa del seu alt contingut en tanins, la ingestió de Morus nigra és contraindicada en casos de gastritis i d'úlcera gastroduodenal.
Pel seu contingut alcohòlic en l'extracte fluid, la tintura i el xarop, pot produir una intoxicació alcohòlica.